# リボン

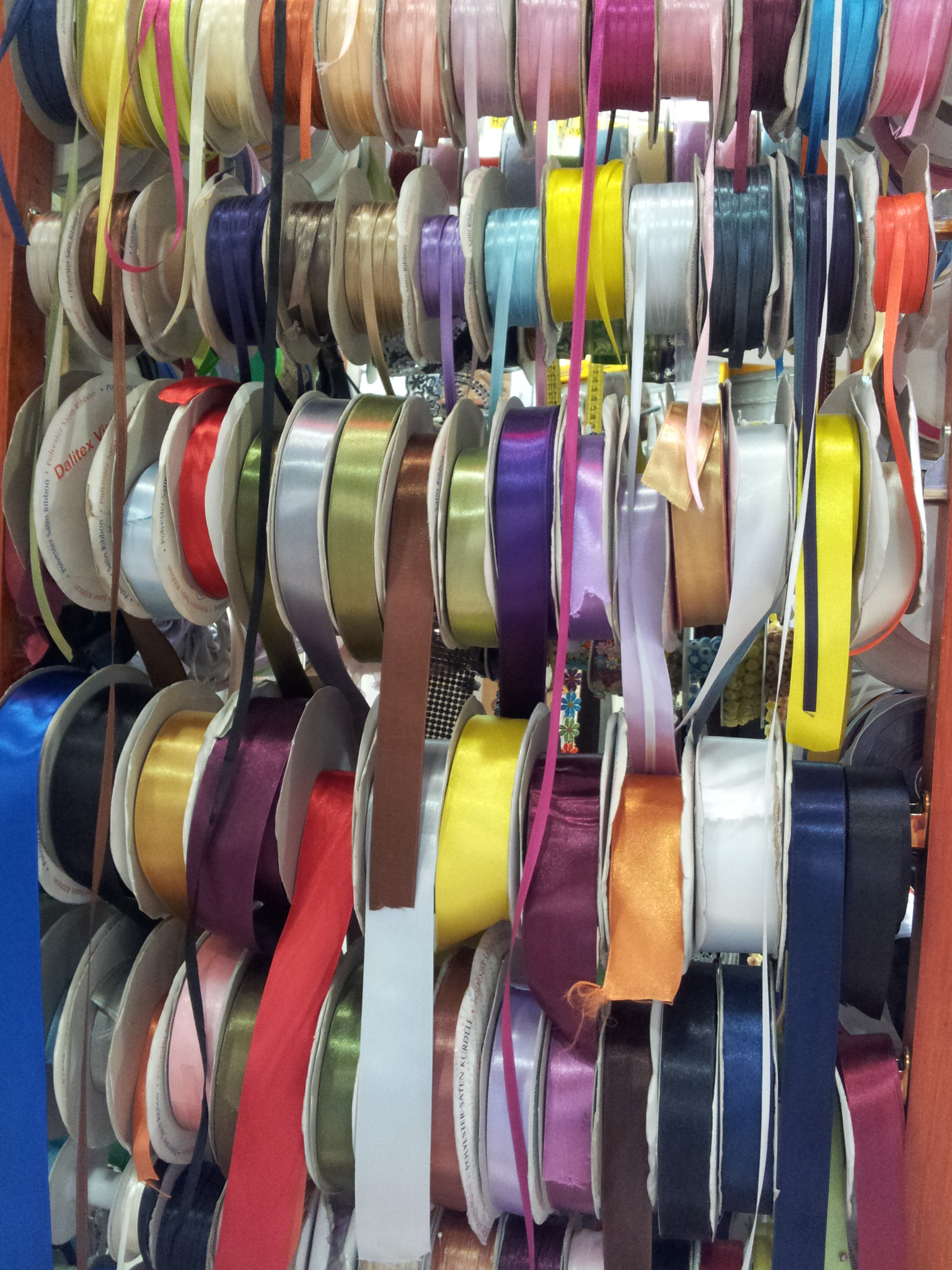
リボン小売

リボン（ribbon）とは、ひも状の織物。一般に平たく細長い形状をしている。髪や衣服の装飾、または贈答品や表彰をするときに使われる。
カタカナ語のリボンは装飾やデコレーション用という意味で使われるが、英語のribbonはカタカナ語のリボンを含む、単に薄い幅が狭い長い状態のもの全般を含む。

## 歴史
装飾に用いられるリボンの起源は古代ギリシアといわれており、女性は髪を束ねるために用い、男性は鉢巻のように用いていた。中世ヨーロッパでは男性はかつらの留め帯として利用し、女性は衣服の襟元などの装飾に用いるようになった。
オランダにはリントモーレン（Lintmolen）という小幅の織物用の手織機があり、このリントはリボンの意味といわれている。リボン織機は16世紀後半にダンツィヒ（グダニスク） のある織布工の男が「からくり機」として発明したが、ギルドの同業者の職を脅かすとして市当局によって捕えられこの機械を禁止した。オランダ製の多条機は欧州各地に伝わったが、小規模生産者やギルドの激しい抵抗があり、リボン生産によって利益を得ていた都市貴族や支配者階級によって厳しい規制や禁止が繰り返された。しかし、イギリスのマンチェスターはギルドや支配者層の影響を受けない自由都市だったため、多条機によるリボン織物の生産で栄え工業都市として発展した。17世紀にはオランダでリボンの多くあしらったデザインが登場し、18世紀には服のほか帽子や靴の装飾にも用いるロココ・スタイルが流行した。
一方、日本では古くから贈り物の水引など紐や細い布は特別な意味を持っていた。このような背景もあり西洋の文化と融合しながらリボンの文化が広く浸透することになった。

## 分類

### 基本的分類
リボンには幅の広い反物を細長くヒートカット（融断）または高周波カットした広幅カットリボンと、最初から細長くリボン状に織機で織り上げた織リボン（細幅織リボン）がある。広幅カットリボンは裁断により製造するので大量生産が可能で安価である。織リボンは個々に製造されるものでリボンに織りの耳がある。
織リボンにも織り方により様々な種類があり、代表的なものは経糸と緯糸を交互に上下して織る平織（正織）と、経糸と緯糸を5本以上用いて織り上げる朱子織である。平織は単純な織り方だが丈夫で摩擦に強い。朱子織には表面と裏面があり経糸と緯糸の一方だけが表面に出るようにした織り方になっているため独特の光沢と柔軟性がある。

### 素材による分類
リボンの素材には、絹、レーヨン、ポリエステル、アセテート、ナイロン、コットンなどが用いられる。生地にはサテン、ベルベット、グログランなどがある。
サテンリボンは光沢のある朱子織のリボンの代表的なもので、レーヨン、ポリエステル、ナイロンなどの素材が用いられる（ただしカットリボンの製品もある）。
タフタリボンは強度のある平織（タフタ）のリボンの代表的なものである。

### 形態による分類
結び目を作ってさらに装飾性を上げたものを使うことが多く、その際最もポピュラーな蝶結びのことを「リボン結び」と呼ぶこともある。より思い通りの結び目の形状を得るため、崩れにくくするために実際には結ばずに縫製で結び目の形を作ったり、プラスチックなどで成型したりすることもある。形を整えやすいようワイヤーが入ったものもある。以下のような多様な結び方がある。
- リボン（リボン結び）[6]
- バタフライボウ[6]
- ウェーブリボン[6]
- ポンポンボウ[6]
- バラ - 掲示や胸章等
- 桔梗 - 胸章等
- ダリア - 胸章等
- 旭光 - 胸章等
- 六方 - 胸章等
- 五方 - 胸章等
- フレンチボウ[6]
- ビラ - 結ばないもの

なお、胸章などでは花の下にタレというリボンが付くことがある。

## 用途
祝事には明るい色のものが用いられ、弔事の喪章や遺影などには白黒のリボンが用いられる。

### 用途例

#### 頭髪を結う
キャラクターやピクトグラムなどの作成で男女を区別させる必要がある場合に、女性側にリボンをつけることがある（男性側にはネクタイや帽子（キャップなど）を用いることが多い）。

#### 胸章
来賓などであることを示す。

#### ラッピング
贈答品の包装の際にリボンをかけることがあり、十字掛けや斜め掛けといった種類がある。

#### テープカット
色付きのリボンテープを用いる。

#### メダル、勲章等
メダルや勲章、栄章、褒章に用いる。勲章、褒章等では「綬」と呼ばれる。

#### トロフィーリボン、ペナントリボン
トロフィーや優勝旗などに各回の受賞者を記念するために取り付ける。

#### 象徴
アウェアネス・リボン。

### ギャラリー

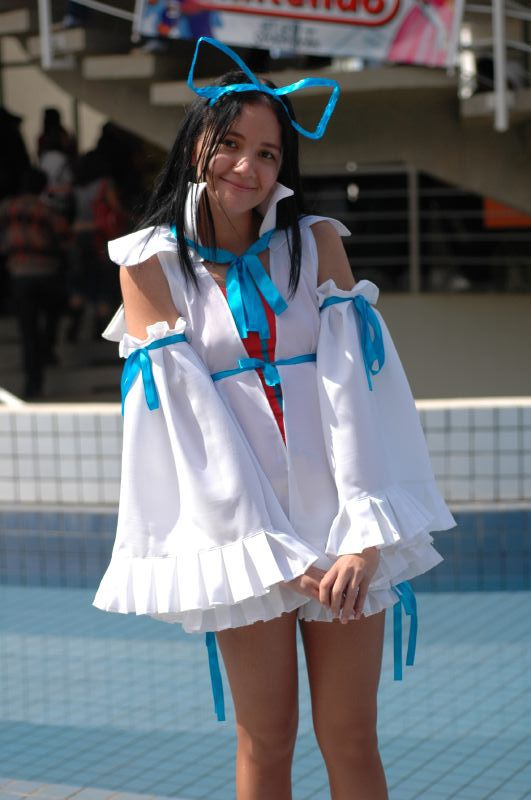
コスプレに利用
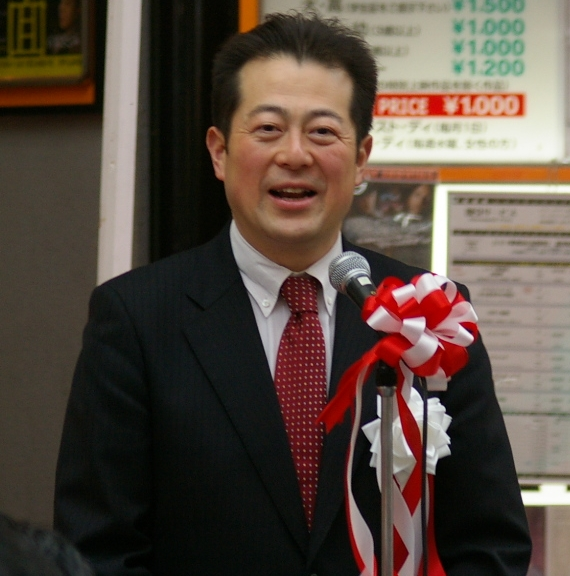
マイクと胸に利用
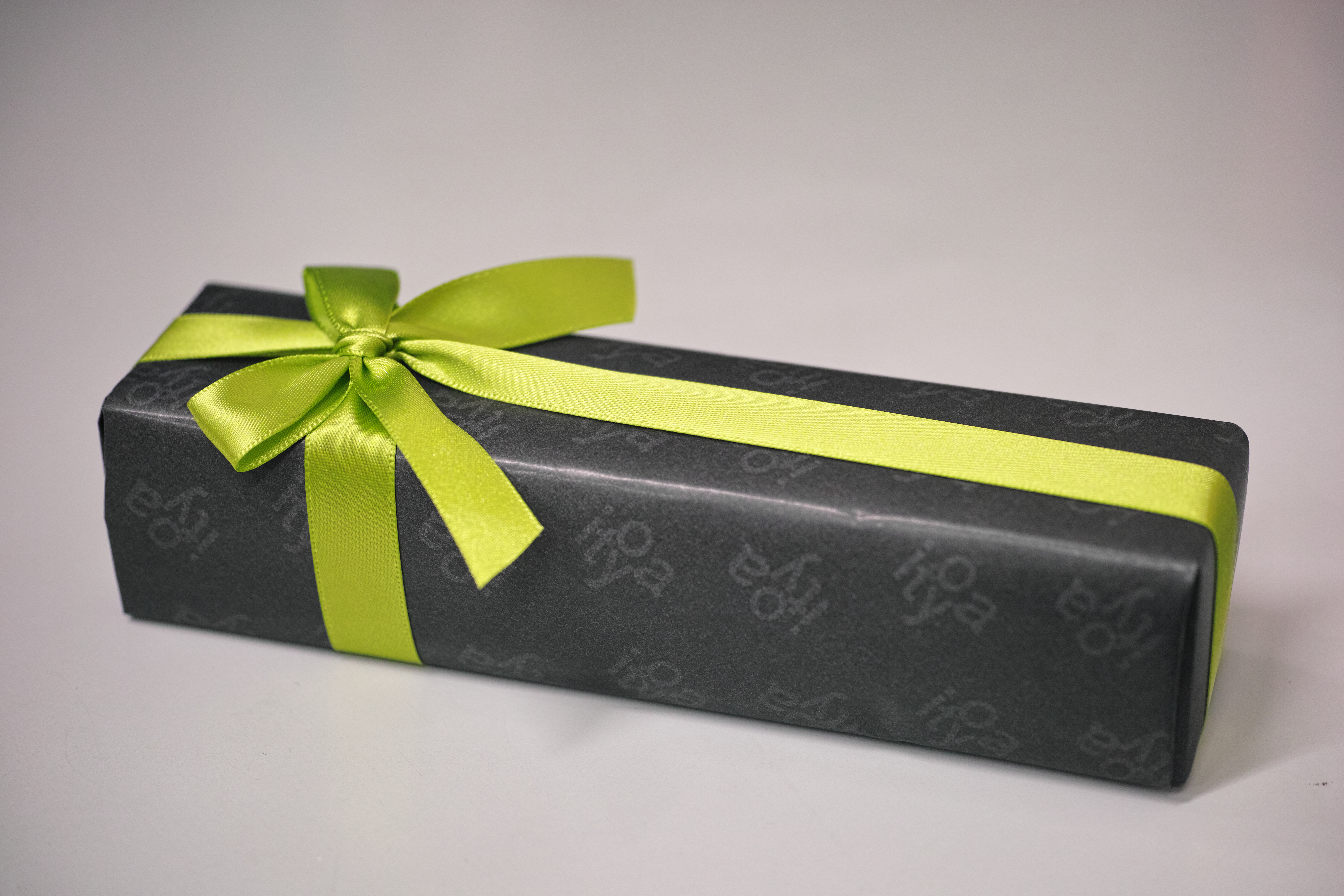
ラッピング
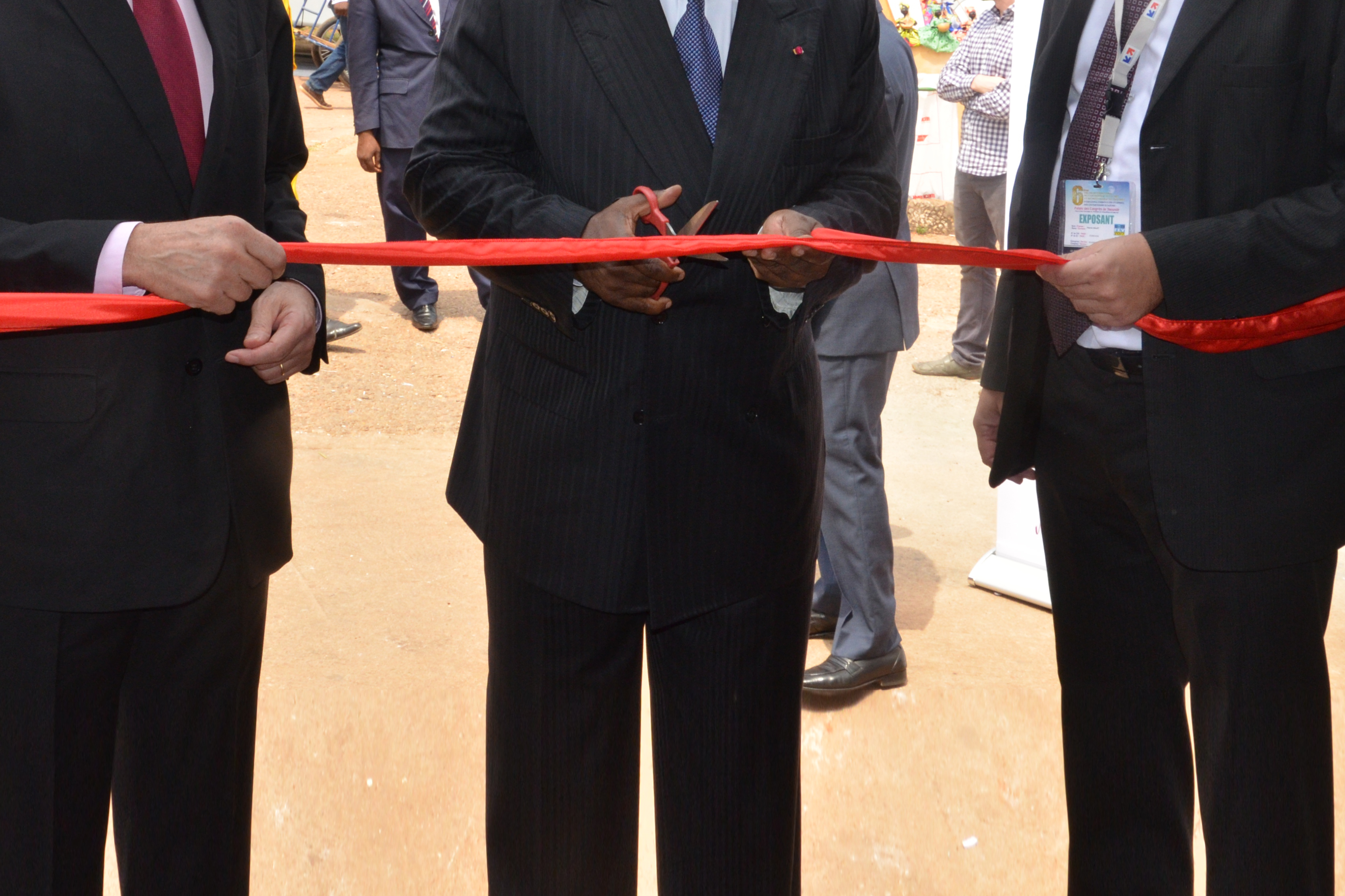
テープカット
レッドリボン